# Смайли, Роберт Ибен
Ро́берт И́бен Сма́йли (англ. Robert Eben Smylie; 31 октября 1914, Маркус, Айова — 17 июля 2004, Бойсе, Айдахо) — 24-й губернатор Айдахо.

## Биография
Роберт Ибен Смайли родился 31 октября 1914 года в городе Маркус штата Айова. В 1938 году в Колледже Айдахо он получил степень бакалавра искусств, а в 1942 году стал выпускником юридического факультета Университета Джорджа Вашингтона. Юридическую практику Смайли проходил в округе Колумбия. Вскоре он поступил на службу в береговую охрану США, демобилизовавшись в 1946 году.
Политическая карьера Роберта Смайли началась в 1947 году с должности заместителя генерального прокурора Айдахо. В 1950 году он сам стал генеральным прокурором штата. В 1954 году Смайли удалось победить на губернаторских выборах Айдахо от республиканской партии. Впоследствии он переизбирался два раза. Бюджет штата во время его правления был сбалансированным. В 1957 году был принят закон о минимальном размере оплаты труда. В 1961 году — учреждён фонд поддержки титульных зданий (англ. Permanent Building Fund). Были основаны парки штата Гарриман и Фаррагут, а также создано управление по паркам штата. Кроме того, были созданы Совет штата по здравоохранению, управление по торговле и развитию, введена система пенсионных планов для должностных лиц. Также был отремонтирован Колледж штата Льюиса-Кларка, в нём был введён новый двухлетний учебный план; для нескольких университетов штата были построены новые кампусы.
Роберту Смайли не удалось переизбраться в четвёртый раз. Он устроился в консультативную комиссию по межправительственным отношениям, а также занял должность адвоката в законодательно-исполнительной комиссии Айдахо по реорганизации. Кроме того, он был одним из владельцев юридической конторы «Лангоруз, Салливан и Смайли».
Роберт Смайли был женат на Люсиль Каролине Стронг, от которой имел двоих детей. Он скончался 17 июля 2004 года в возрасте 89 лет.